# Complexe de Diane
Le complexe de Diane consiste en un refus de la féminité et de la sexualité ; Diane étant la déesse de la chasse et de la lune chez les Romains.